# Биказ
Биказ (на румънски: Bicaz) е град в окръг Нямц, североизточна Румъния. Населението му към 2002 г. е 8428 души, което го прави пети по жители в окръга.

## География
Градът е разположен в подножието на планината Чахлъу, при водослива на реките Молдовска Бистрица и Биказ. Отстои на 25 кг от окръжния център Пятра Нямц

## История
За първи път е упоменат в документ на молдовския княз Раду Михня, издаден на 10 януари 1625 г. С хрисовул от 1855 г. получава статут на пазарище. Селището се разраства след 1951 г., с началото на строежа на язовир „Биказ“ с акумулативно езеро Изворул Мунтелуй („Планински извор“), което става известно и като езеро „Биказ“. Биказ се превръща в малък град, с квартали с жилищни блокове, училища, библиотеки, музей. През 1960 г. ВЕЦ Биказ-Стежару с мощност 210 MW е завършен. Селището получава статут на град на 26 октомври същата година.

## Население
Според данните от преброяването от 2002 г. населението на Биказ е 8428 души. 96,02 % са румънци, 3,61 % - цигани, а останалите 0,37 % са от други народности. 96,58 % са православни християни, 1,68 % - католици и останалите под 1 % принадлежат към други религиозни общности.
Население на Биказ 1966-2002:

## Икономика
Градът е силно индустриализиран, като икономиката му се центрира около енергията от ВЕЦ Биказ-Стежару. В града функционира и циментова фабрика, основана през 1951 г. за нуждите на строежа на язовир „Биказ“. Фабриката Moldocim, клон на немската компания Carpat Cement обработва добитите в околните кариери мергел и варовик. Големи ниши в икономическото развитие на Биказ заемат и дървообработването и опаковъчната индустрия.

## Забележителности
- Музей на историята и етнографията – разположен в сградата на бившия театър, построен през 1909 г.
- Язовир Биказ – построен през 1951 г., захранва ВЕЦ Биказ-Стежару
- Езерото Изворул Мунтелуй - акумулативно езеро зад стените на яз. „Биказ“, понастоящем популярна туристическа дестинация
- Пристанище Биказ

Наблизо се намират и Биказкото ждрело и Червено езеро.

## Побратимени градове
Биказ е побратимен град с:
| Държава   | Град   | Дата |
| --------- | ------ | ---- |
| Молдова   | Орхей  | 2000 |
| Белгия    | Хаселт | 2000 |
| Швейцария | Лозана |      |